# Pontiac Solstice
La Pontiac Solstice est le premier modèle produit par la GM sur sa nouvelle plateforme K . Crée pour concurrencer le succès de la Mazda Miata (Mazda MX5 en Europe). Elle a été déclinée sous plusieurs marques du groupe avec des modifications esthétiques : Sky chez Saturn, GT chez Opel et G2X chez Daewoo. Elle a été uniquement vendue aux États-Unis,au Mexique et au Canada.
La plateforme K était aussi destinée pour être utilisée par plusieurs modèles. Certains avaient déjà fait l'objet de concept cars lors de la présentation du projet Solstice dont un intéressant petit break de chasse largement inspiré du break Chevrolet Nomad des années 1950.
Mais le coût de production de ce châssis, qu'au final GM n'a pu utiliser sur d'autres modèles, a précipité la fin de l'aventure des roadsters de ce groupe et ce dans un contexte de la crise profonde de 2009 (dite des subprimes). Cette crise a failli être fatale à General Motors qui n'a eu la vie sauve que grâce à l'aide de fonds publics attribués en urgence par l'administration Obama. Outre cet apport financier (prêt), un plan drastique d’économies et de resserrement des gammes, ont forcé la GM à se débarrasser de ses divisions les plus fragiles dont Pontiac, Oldsmobile et Saturn.

## Production
Le concept Pontiac Solstice a été présenté au grand public en 2002. Deux modèles ont été lancés dont la Pontiac Solstice roadster (2004 - 2009); une voiture sportive, moderne et conçue pour le plaisir de conduite maximum et la Pontiac Solstice coupé (2008 - 2009), commercialisée deux ans après le succès du roadster. Une version inspirée du BMW Z4 E85, mais avec un toit targa amovible.
Motorisé par un quatre en ligne de 2.4 atmosphérique ou d'un 2 litres turbo, ce châssis s’accommode très bien de motorisations plus ambitieuses qui en font un jouet fantastique. Des préparateurs américains, comme Mallet, n’hésitent pas à remplacer ces 4 cylindres par tous les V8 disponibles de la Corvette.
On retrouve cette motorisation sur la Tauro, petite marque espagnole qui utilise cette plateforme K depuis la disparition de la Solstice en 2010.
Il existerait un projet de réactualisation de la Solstice par la société DMC - Texas qui a déjà repris la production de l’icône, la De Lorean DMC12.
La Pontiac Solstice a été réalisée, tout comme les autres roadsters du groupe, à Wilmington, Delaware aux États-Unis. 65 724 exemplaires ont été produits dont, seulement, 1 266 coupés produits entre l’automne 2008 et le début de 2009.
Cette usine a été vendue puis démantelée après cessation de la production des roadsters GM.
La Pontiac Solstice incarne la version transformée de l'Autobot Jazz dans le film Transformers, produit par Michael Bay en 2007. K.
| Année | Nombre d’exemplaires |
| 2005  | 9 382                |
| 2006  | 23 679               |
| 2007  | 24 049               |
| 2008  | 6 843                |
| 2009  | 1 771                |
| TOTAL | 65 724               |

La Pontiac Solstice fait partie des derniers modèles Pontiac. La marque disparaît peu après le début du millésime 2010.